# Listriolobus pelodes
Listriolobus pelodes is een lepelworm uit de familie Thalassematidae.
De wetenschappelijke naam van de soort werd in 1946 gepubliceerd door Walter Kenrick Fisher.